# Fridolin Stier
Fridolin Stier (* 20. Januar 1902 in Karsee; † 2. März 1981 in Tübingen) war ein deutscher katholischer Theologe. Bekannt geworden ist er einem größeren Publikum durch eine nach seinem Tode herausgegebene Übersetzung des Neuen Testamentes ins Deutsche, die sich streng an den griechischen Urtext hält und nicht versucht, stilistische Eigenheiten zu glätten. Dies führt in Syntax und Wortwahl zu durchaus ungewöhnlichen Ergebnissen.

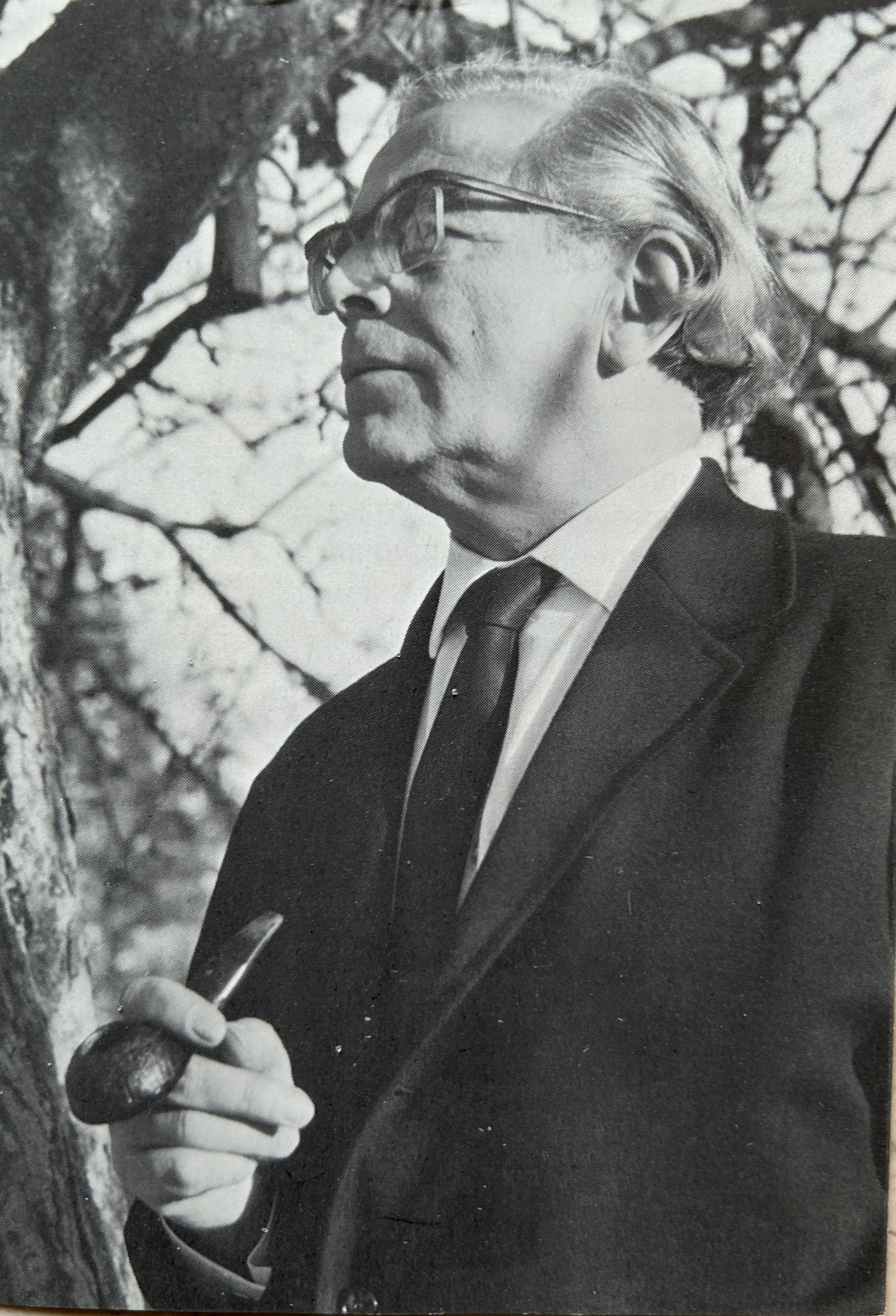

## Leben
Fridolin Stier wuchs als Erstgeborener von acht Geschwistern auf dem elterlichen Bauernhof (Oberhof bei Karsee/Allgäu) auf und studierte nach seinem Abitur in Rottweil von 1922 bis 1926 in Tübingen katholische Theologie und orientalische Sprachen von Sanskrit bis Äthiopisch. Er war Mitglied der Theologengesellschaft Danubia Tübingen. Er wurde 1927 zum Priester geweiht und 1932 nach Spezialstudien in Rom promoviert.
Schon ab 1933 war er Lehrstuhlvertreter für Altes Testament an der Universität Tübingen und habilitierte sich 1937 als Theologe. Im Februar 1937 musste er so wie andere Habilitierte in das Dozentenlager bei Rudolstadt, wo sich eine Freundschaft zu Carl Friedrich von Weizsäcker aufbaute. Während des Zweiten Weltkrieges begann Stier mit dem Studium der Medizin und war von 1946 bis 1954 Ordinarius für das Alte Testament. Aus biographischen Gründen – als katholischer Priester dem Zölibat verpflichtet, hatte er sich zu seiner Tochter Mechthild Stier (1946–1971) bekannt – wurde ihm die kirchliche Lehrerlaubnis entzogen. Stier wirkte indes als Honorarprofessor der Philosophischen Fakultät weiter.
Stier publizierte neben seiner Übersetzung des Markusevangeliums (München 1965), etwa 50 umfangreiche Werke über Altes und Neues Testament und Nachbar-Disziplinen, alte Sprachen und deutsche Dichter bis hin zum Vaterunser für Kinder. Seine Gedanken und Erfahrungen der 1960er und 1970er Jahre sind tagebuchartig niedergelegt. Der erste Band Vielleicht ist irgendwo Tag erschien 1981 nach seinem Tod. Die Notizen geben einen Einblick in die theologische und philosophische Denkweise Stiers, aber auch sein persönliches Ringen mit Gott und seine Auseinandersetzung mit dem Unfalltod seiner Tochter in den Tagebuchaufzeichnungen Sibylle genannt Vielleicht ist irgendwo Tag. Der Briefwechsel von Fridolin Stier mit Herta Wossidlo von 1961 bis 1981 dokumentiert diese außereheliche zwischenmenschliche Beziehung, archiviert im Universitätsarchiv Tübingen.
Immer wieder taucht in seinen Tagebüchern das Problem auf, wie Sprache ihren Gegenstand erfassen mag – insbesondere, wenn sie vom Sein selbst zu reden versucht. Grundmotive seines Denkens sind Fragen nach dem Sinn des Bösen und des ungeschuldeten Übels (vgl. Theodizee) sowie die Allmacht, Allgüte und Allwissenheit Gottes.

## Werke (Auswahl)
- Gott und sein Engel im Alten Testament, 1934
- Messias, Menschensohn und Gottesreich in den Bilderreden des Äthiopischen Henoch. Ein religionsgeschichtlicher Versuch zur Nachgeschichte der alttestamentlichen Heilserwartung und zur Vorgeschichte der neutestamentlichen Eschatologie (Habilitationsschrift, unveröffentlicht)
- Kleine Bibelkunde mit Merkreimen (I. Altes Testament), 1952
- Das Buch Ijob hebräisch und deutsch. Übertragen, ausgelegt und mit Text- und Sacherläuterungen versehen, 1954
- Claude Tresmontant, Biblisches Denken und hellenische Überlieferung, aus dem Französischen übertragen von F.S., 1955
- Geschichte Gottes mit dem Menschen, 1959
- Übersetzungen in: Prophetengebetbuch, herausgegeben von Sibylla Zenker, 1965
- Die gesprochene Schrift. Psalmen. Neu übersetzt von F.S., Schallplatte 1965
- HAP Grieshaber, Kreuzweg (über Geschichte und Sinn des Kreuzwegs, von F.S.), 1967
- Vorwort zu: Priesteramt in der Krise, 1969
- Die Geschichte einer Tagung. Das Gottesbild des Alten Testaments, in: Bibel und Kirche 4 (1973) 110-114
- Vorwort zu: Heinrich Heine, Die Wallfahrt nach Kevelaer, 1975
- Mitarbeit an der Einheitsübersetzung des Alten Testaments, 1980
- Vielleicht ist irgendwo Tag, Aufzeichnungen. F.H. Kerle Verlag Freiburg 1981, ISBN 3-600-30059-8.
- An der Wurzel der Berge. Aufzeichnungen II. Aus dem Nachlaß herausgegeben von Karl Heinz Seidl, 1984. Verlag Herder Freiburg i.Br., ISBN 3-451-20222-0.
- Das Neue Testament. Übersetzt von Fridolin Stier. Aus dem Nachlaß herausgegeben von Eleonore Beck, Gabriele Miller und Eugen Sitarz. Kösel-Verlag, München 1989, ISBN 3-466-20315-5 und Patmos-Verlag, Düsseldorf 1989, ISBN 3-491-77779-8.
- Für helle und dunkle Tage. Texte aus dem Alten Testament; übersetzt von Fridolin Stier, geordnet und herausgegeben von Eleonore Beck und Gabriele Miller, 1994.
- Mit Psalmen beten / Psalmenübersetzung von Fridolin Stier. Aus dem Nachlass herausgegeben von. Eleonore Beck. Stuttgart Verl. Kath. Bibelwerk, 2001, ISBN 3-460-32050-8.